# نجیب گاندی
نجیب گاندی (انگلیسی: Najib Gandi؛ زادهٔ ۲۳ ژوئن ۱۹۹۴) بازیکن فوتبال اهل فرانسه است.
از باشگاه‌هایی که در آن بازی کرده‌است می‌توان به باشگاه فوتبال تولوز اشاره کرد.
وی همچنین در تیم ملی فوتبال زیر ۱۸ سال فرانسه بازی کرده‌است.